# Filip Flisar
Filip Flisar, född 28 september 1987 i Maribor, är en slovensk freestyleåkare med skicross som specialitet. 
Vid Vinter-OS 2010 i Vancouver slutade han på en åttondeplats i herrarnas skicross. 